# 素顔 (ノーメイク)
『素顔 (ノーメイク)』は、日本の歌手・酒井法子が1996年5月22日に発売した13枚目のオリジナル・アルバムである。

## 解説
前作『10 SONGS』から約2年ぶりのアルバムは、「碧いうさぎ」と「Here I am〜泣きたい夜は泣けばいい〜」2曲の大ヒットシングルを収録。
アルバム全体のプロデュースを秋元康が担い、酒井自身もNoriko名義で「ライバル」「黒い服の日」の2曲の作詞を手がけた。

## 収録曲
| #         | タイトル                                 | 作詞      | 作曲           | 時間  |
| --------- | ---------------------------------------- | --------- | -------------- | ----- |
| 1.        | 「頬杖をつく夜」                         | 秋元康    | 高橋研         | 4:23  |
| 2.        | 「ウェディング・ベルの行方」             | 秋元康    | 鈴木キサブロー | 4:54  |
| 3.        | 「Here I am〜泣きたい時は泣けばいい〜」  | 秋元康    | 川島だりあ     | 3:57  |
| 4.        | 「髪を洗えば」                           | 秋元康    | 羽田一郎       | 4:41  |
| 5.        | 「ライバル」                             | Noriko    | 後藤次利       | 5:20  |
| 6.        | 「思い出をめくるために」                 | 秋元康    | MOONLIGHT CAFÉ | 4:59  |
| 7.        | 「Moving」                               | 秋元康    | 後藤次利       | 4:54  |
| 8.        | 「碧いうさぎ」                           | 牧穂エミ  | 織田哲郎       | 3:46  |
| 9.        | 「黒い服の日」                           | Noriko    | 鈴木キサブロー | 5:08  |
| 10.       | 「接吻しないで」                         | 秋元康    | 都志見隆       | 5:17  |
| 11.       | 「涙ならすぐには出ない」                 | 秋元康    | 羽田一郎       | 4:32  |
| 12.       | 「永遠のそばで〜あなただけに私だけに〜」 | 秋元康    | 都志見隆       | 4:58  |
| 合計時間: | 合計時間:                                | 合計時間: | 合計時間:      | 56:49 |